# Superliga de Colombia 2018
La Superliga de Colombia 2018 (oficialmente y por motivos de patrocinio, Superliga Águila 2018) fue la séptima edición (7.a) del torneo oficial de fútbol colombiano que enfrenta a los campeones de la Temporada 2017 del fútbol colombiano en la Categoría Primera A, los días 31 de enero y 7 de febrero. En este caso, Atlético Nacional, campeón del Apertura 2017, contra Millonarios, campeón del Finalización 2017.
La Superliga de Colombia se disputa a dos enfrentamientos directos de ida y vuelta, entre los dos campeones de los torneos de liga organizados en el año inmediatamente anterior. El equipo que haya tenido más puntos en la Temporada 2017, juega el partido de ida como visitante y el encuentro de vuelta en condición de local.
El equipo que tras los dos enfrentamientos finalice con más puntaje es coronado como campeón. En caso de que terminen con la misma cantidad de puntos, el desempate se hace mediante la diferencia de goles, siendo campeón el de mejor diferencia. Si el empate persiste, el campeón se define mediante los tiros desde el punto penal.
Millonarios se coronó campeón al derrotar a Atlético Nacional 2-1 en el global, obteniendo así su primer título en este certamen.

## Llave
|                 | vs. | Bandera del departamento de Antioquia |
| --------------- | --- | ------------------------------------- |
| Millonarios 0 2 | vs. | Atlético Nacional 0 1                 |

## Participantes
| Medellín                  | Bogotá                            |
| ------------------------- | --------------------------------- |
| Estadio Atanasio Girardot | Estadio Nemesio Camacho El Campín |
| Capacidad: 44.739         | Capacidad: 36.343                 |
|                           |                                   |

|   | Equipo            | Vía de clasificación                                   | Fecha de clasificación  | Participaciones | Última participación | Mejor desempeño      |
| - | ----------------- | ------------------------------------------------------ | ----------------------- | --------------- | -------------------- | -------------------- |
| 1 | Atlético Nacional | Campeón Torneo Apertura 2017 (16.° título de Liga)     | 18 de junio de 2017     | 4               | 2016                 | Campeón 2012 y 2016. |
| 2 | Millonarios       | Campeón Torneo Finalización 2017 (15.° título de Liga) | 17 de diciembre de 2017 | 1               | 2013                 | Subcampeón 2013.     |

## Partidos

### Partido de ida
| 1     | POR   | Wuilker Faríñez          |     |
| 18    | DEF   | Jair Palacios            |     |
| 24    | DEF   | Matías De Los Santos     |     |
| 5     | DEF   | Andrés Cadavid           |     |
| 23    | DEF   | Felipe Banguero          |     |
| 22    | MED   | Jhon Duque               |     |
| 20    | MED   | Juan Guillermo Domínguez |     |
| 14    | MED   | David Macalister Silva   | 77' |
| 13    | MED   | Harold Santiago Mosquera | 71' |
| 7     | DEL   | Ayron del Valle          |     |
| 19    | DEL   | Roberto Ovelar           | 65' |
| D. T. | D. T. | Miguel Ángel Russo       |     |

| 25    | POR   | Christian Vargas    |     |
| 13    | DEF   | Helibelton Palacios |     |
| 26    | DEF   | Carlos Cuesta       |     |
| 12    | DEF   | Alexis Henríquez    |     |
| 23    | DEF   | Edwin Velasco       | 64' |
| 14    | MED   | Jorman Campuzano    |     |
| 6     | MED   | Raúl Loaiza         | 55' |
| 29    | MED   | Aldo Leão Ramírez   |     |
| 20    | DEL   | Jeison Lucumí       |     |
| 17    | DEL   | Dayro Moreno        | 76' |
| 11    | DEL   | Andrés Rentería     |     |
| D. T. | D. T. | Jorge Almirón       |     |

| 32 | DEL | Christian Huérfano | 65' |
| 10 | MED | Santiago Montoya   | 71' |
| 21 | DEL | Jader Valencia     | 77' |

| 27 | MED | Gonzalo Castellani | 55' |
| 4  | DEF | Diego Braghieri    | 64' |
| 7  | DEL | Gustavo Torres     | 76' |

| 36' | Jair Palacios |

| 17' · 30' · 79' · 81' | Raúl Loaiza Andrés Rentería Jeison Lucumí Christian Vargas |

| Principal  | John Hinestroza  |
| Asistentes | Dionisio Ruiz    |
|            | Javier Zemanate  |
| Cuarto     | Alexander Ospina |

|  |                    |     |     |
|  | Tiros              | 12  | 5   |
|  | Tiros a puerta     | 1   | 0   |
|  | Faltas             | 22  | 16  |
|  | Saques de esquina  | 6   | 1   |
|  | Fueras de juego    | 3   | 1   |
|  | Posesión del balón | 49% | 51% |

| 1     | POR   | Wuilker Faríñez          |     |
| 18    | DEF   | Jair Palacios            |     |
| 24    | DEF   | Matías De Los Santos     |     |
| 5     | DEF   | Andrés Cadavid           |     |
| 23    | DEF   | Felipe Banguero          |     |
| 22    | MED   | Jhon Duque               |     |
| 20    | MED   | Juan Guillermo Domínguez |     |
| 14    | MED   | David Macalister Silva   | 77' |
| 13    | MED   | Harold Santiago Mosquera | 71' |
| 7     | DEL   | Ayron del Valle          |     |
| 19    | DEL   | Roberto Ovelar           | 65' |
| D. T. | D. T. | Miguel Ángel Russo       |     |

| 25    | POR   | Christian Vargas    |     |
| 13    | DEF   | Helibelton Palacios |     |
| 26    | DEF   | Carlos Cuesta       |     |
| 12    | DEF   | Alexis Henríquez    |     |
| 23    | DEF   | Edwin Velasco       | 64' |
| 14    | MED   | Jorman Campuzano    |     |
| 6     | MED   | Raúl Loaiza         | 55' |
| 29    | MED   | Aldo Leão Ramírez   |     |
| 20    | DEL   | Jeison Lucumí       |     |
| 17    | DEL   | Dayro Moreno        | 76' |
| 11    | DEL   | Andrés Rentería     |     |
| D. T. | D. T. | Jorge Almirón       |     |

| 32 | DEL | Christian Huérfano | 65' |
| 10 | MED | Santiago Montoya   | 71' |
| 21 | DEL | Jader Valencia     | 77' |

| 27 | MED | Gonzalo Castellani | 55' |
| 4  | DEF | Diego Braghieri    | 64' |
| 7  | DEL | Gustavo Torres     | 76' |

| 36' | Jair Palacios |

| 17' · 30' · 79' · 81' | Raúl Loaiza Andrés Rentería Jeison Lucumí Christian Vargas |

| Principal  | John Hinestroza  |
| Asistentes | Dionisio Ruiz    |
|            | Javier Zemanate  |
| Cuarto     | Alexander Ospina |

|  |                    |     |     |
|  | Tiros              | 12  | 5   |
|  | Tiros a puerta     | 1   | 0   |
|  | Faltas             | 22  | 16  |
|  | Saques de esquina  | 6   | 1   |
|  | Fueras de juego    | 3   | 1   |
|  | Posesión del balón | 49% | 51% |

| 1     | POR   | Wuilker Faríñez          |     |
| 18    | DEF   | Jair Palacios            |     |
| 24    | DEF   | Matías De Los Santos     |     |
| 5     | DEF   | Andrés Cadavid           |     |
| 23    | DEF   | Felipe Banguero          |     |
| 22    | MED   | Jhon Duque               |     |
| 20    | MED   | Juan Guillermo Domínguez |     |
| 14    | MED   | David Macalister Silva   | 77' |
| 13    | MED   | Harold Santiago Mosquera | 71' |
| 7     | DEL   | Ayron del Valle          |     |
| 19    | DEL   | Roberto Ovelar           | 65' |
| D. T. | D. T. | Miguel Ángel Russo       |     |

| 25    | POR   | Christian Vargas    |     |
| 13    | DEF   | Helibelton Palacios |     |
| 26    | DEF   | Carlos Cuesta       |     |
| 12    | DEF   | Alexis Henríquez    |     |
| 23    | DEF   | Edwin Velasco       | 64' |
| 14    | MED   | Jorman Campuzano    |     |
| 6     | MED   | Raúl Loaiza         | 55' |
| 29    | MED   | Aldo Leão Ramírez   |     |
| 20    | DEL   | Jeison Lucumí       |     |
| 17    | DEL   | Dayro Moreno        | 76' |
| 11    | DEL   | Andrés Rentería     |     |
| D. T. | D. T. | Jorge Almirón       |     |

| 32 | DEL | Christian Huérfano | 65' |
| 10 | MED | Santiago Montoya   | 71' |
| 21 | DEL | Jader Valencia     | 77' |

| 27 | MED | Gonzalo Castellani | 55' |
| 4  | DEF | Diego Braghieri    | 64' |
| 7  | DEL | Gustavo Torres     | 76' |

| 36' | Jair Palacios |

| 17' · 30' · 79' · 81' | Raúl Loaiza Andrés Rentería Jeison Lucumí Christian Vargas |

| Principal  | John Hinestroza  |
| Asistentes | Dionisio Ruiz    |
|            | Javier Zemanate  |
| Cuarto     | Alexander Ospina |

|  |                    |     |     |
|  | Tiros              | 12  | 5   |
|  | Tiros a puerta     | 1   | 0   |
|  | Faltas             | 22  | 16  |
|  | Saques de esquina  | 6   | 1   |
|  | Fueras de juego    | 3   | 1   |
|  | Posesión del balón | 49% | 51% |

| 1     | POR   | Wuilker Faríñez          |     |
| 18    | DEF   | Jair Palacios            |     |
| 24    | DEF   | Matías De Los Santos     |     |
| 5     | DEF   | Andrés Cadavid           |     |
| 23    | DEF   | Felipe Banguero          |     |
| 22    | MED   | Jhon Duque               |     |
| 20    | MED   | Juan Guillermo Domínguez |     |
| 14    | MED   | David Macalister Silva   | 77' |
| 13    | MED   | Harold Santiago Mosquera | 71' |
| 7     | DEL   | Ayron del Valle          |     |
| 19    | DEL   | Roberto Ovelar           | 65' |
| D. T. | D. T. | Miguel Ángel Russo       |     |

| 25    | POR   | Christian Vargas    |     |
| 13    | DEF   | Helibelton Palacios |     |
| 26    | DEF   | Carlos Cuesta       |     |
| 12    | DEF   | Alexis Henríquez    |     |
| 23    | DEF   | Edwin Velasco       | 64' |
| 14    | MED   | Jorman Campuzano    |     |
| 6     | MED   | Raúl Loaiza         | 55' |
| 29    | MED   | Aldo Leão Ramírez   |     |
| 20    | DEL   | Jeison Lucumí       |     |
| 17    | DEL   | Dayro Moreno        | 76' |
| 11    | DEL   | Andrés Rentería     |     |
| D. T. | D. T. | Jorge Almirón       |     |

| 32 | DEL | Christian Huérfano | 65' |
| 10 | MED | Santiago Montoya   | 71' |
| 21 | DEL | Jader Valencia     | 77' |

| 27 | MED | Gonzalo Castellani | 55' |
| 4  | DEF | Diego Braghieri    | 64' |
| 7  | DEL | Gustavo Torres     | 76' |

| 36' | Jair Palacios |

| 17' · 30' · 79' · 81' | Raúl Loaiza Andrés Rentería Jeison Lucumí Christian Vargas |

| Principal  | John Hinestroza  |
| Asistentes | Dionisio Ruiz    |
|            | Javier Zemanate  |
| Cuarto     | Alexander Ospina |

|  |                    |     |     |
|  | Tiros              | 12  | 5   |
|  | Tiros a puerta     | 1   | 0   |
|  | Faltas             | 22  | 16  |
|  | Saques de esquina  | 6   | 1   |
|  | Fueras de juego    | 3   | 1   |
|  | Posesión del balón | 49% | 51% |

### Partido de vuelta
| 1     | POR   | Fernando Monetti       |  |
| 13    | DEF   | Helibelton Palacios    |  |
| 26    | DEF   | Carlos Cuesta          |  |
| 12    | DEF   | Alexis Henríquez       |  |
| 4     | DEF   | Diego Braghieri        |  |
| 8     | MED   | Diego Arias 68'        |  |
| 11    | VOL   | Andrés Rentería        |  |
| 16    | VOL   | Vladimir Hernández 53' |  |
| 27    | VOL   | Gonzalo Castellani     |  |
| 20    | VOL   | Jeison Lucumí          |  |
| 17    | DEL   | Dayro Moreno           |  |
| D. T. | D. T. | Jorge Almirón          |  |

| 1     | POR   | Wuilker Faríñez            |  |
| 18    | DEF   | Jair Palacios              |  |
| 24    | DEF   | Matías De Los Santos       |  |
| 5     | DEF   | Andrés Cadavid             |  |
| 23    | DEF   | Felipe Banguero            |  |
| 22    | MED   | Jhon Duque                 |  |
| 20    | MED   | Juan Domínguez             |  |
| 7     | VOL   | Ayron del Valle            |  |
| 14    | VOL   | David Macalister Silva 85' |  |
| 10    | VOL   | Santiago Montoya 75'       |  |
| 19    | DEL   | Roberto Ovelar 83'         |  |
| D. T. | D. T. | Miguel Ángel Russo         |  |

| 21 | MED | Jorman Campuzano | 53' |
| 7  | DEL | Gustavo Torres   | 68' |

| 32 | DEL | Christian Camilo Huérfano | 75' |
| 8  | MED | César Carrillo            | 83' |
| 26 | DEF | Janeiler Rivas            | 85' |

| 21' | Andrés Rentería | 1-0 |

| 34' · 54' | Roberto Ovelar | 1-1 1-2 |

| 66' · 79' · 88' · | Diego Braghieri Alexis Henríquez Jorman Campuzano |

| 37' · 67' · 84' | Andrés Cadavid Juan Guillermo Domínguez Wuilker Faríñez |

| Principal  | Gustavo Murillo |
| Asistentes | John A. León    |
|            | Wilmar Navarro  |
| Cuarto     | Carlos Betancur |

|  |                    |     |     |
|  | Tiros              | 17  | 6   |
|  | Tiros a puerta     | 5   | 2   |
|  | Faltas             | 14  | 22  |
|  | Saques de esquina  | 3   | 2   |
|  | Fueras de juego    | 1   | 2   |
|  | Posesión del balón | 66% | 34% |

| 1     | POR   | Fernando Monetti       |  |
| 13    | DEF   | Helibelton Palacios    |  |
| 26    | DEF   | Carlos Cuesta          |  |
| 12    | DEF   | Alexis Henríquez       |  |
| 4     | DEF   | Diego Braghieri        |  |
| 8     | MED   | Diego Arias 68'        |  |
| 11    | VOL   | Andrés Rentería        |  |
| 16    | VOL   | Vladimir Hernández 53' |  |
| 27    | VOL   | Gonzalo Castellani     |  |
| 20    | VOL   | Jeison Lucumí          |  |
| 17    | DEL   | Dayro Moreno           |  |
| D. T. | D. T. | Jorge Almirón          |  |

| 1     | POR   | Wuilker Faríñez            |  |
| 18    | DEF   | Jair Palacios              |  |
| 24    | DEF   | Matías De Los Santos       |  |
| 5     | DEF   | Andrés Cadavid             |  |
| 23    | DEF   | Felipe Banguero            |  |
| 22    | MED   | Jhon Duque                 |  |
| 20    | MED   | Juan Domínguez             |  |
| 7     | VOL   | Ayron del Valle            |  |
| 14    | VOL   | David Macalister Silva 85' |  |
| 10    | VOL   | Santiago Montoya 75'       |  |
| 19    | DEL   | Roberto Ovelar 83'         |  |
| D. T. | D. T. | Miguel Ángel Russo         |  |

| 21 | MED | Jorman Campuzano | 53' |
| 7  | DEL | Gustavo Torres   | 68' |

| 32 | DEL | Christian Camilo Huérfano | 75' |
| 8  | MED | César Carrillo            | 83' |
| 26 | DEF | Janeiler Rivas            | 85' |

| 21' | Andrés Rentería | 1-0 |

| 34' · 54' | Roberto Ovelar | 1-1 1-2 |

| 66' · 79' · 88' · | Diego Braghieri Alexis Henríquez Jorman Campuzano |

| 37' · 67' · 84' | Andrés Cadavid Juan Guillermo Domínguez Wuilker Faríñez |

| Principal  | Gustavo Murillo |
| Asistentes | John A. León    |
|            | Wilmar Navarro  |
| Cuarto     | Carlos Betancur |

|  |                    |     |     |
|  | Tiros              | 17  | 6   |
|  | Tiros a puerta     | 5   | 2   |
|  | Faltas             | 14  | 22  |
|  | Saques de esquina  | 3   | 2   |
|  | Fueras de juego    | 1   | 2   |
|  | Posesión del balón | 66% | 34% |

| 1     | POR   | Fernando Monetti       |  |
| 13    | DEF   | Helibelton Palacios    |  |
| 26    | DEF   | Carlos Cuesta          |  |
| 12    | DEF   | Alexis Henríquez       |  |
| 4     | DEF   | Diego Braghieri        |  |
| 8     | MED   | Diego Arias 68'        |  |
| 11    | VOL   | Andrés Rentería        |  |
| 16    | VOL   | Vladimir Hernández 53' |  |
| 27    | VOL   | Gonzalo Castellani     |  |
| 20    | VOL   | Jeison Lucumí          |  |
| 17    | DEL   | Dayro Moreno           |  |
| D. T. | D. T. | Jorge Almirón          |  |

| 1     | POR   | Wuilker Faríñez            |  |
| 18    | DEF   | Jair Palacios              |  |
| 24    | DEF   | Matías De Los Santos       |  |
| 5     | DEF   | Andrés Cadavid             |  |
| 23    | DEF   | Felipe Banguero            |  |
| 22    | MED   | Jhon Duque                 |  |
| 20    | MED   | Juan Domínguez             |  |
| 7     | VOL   | Ayron del Valle            |  |
| 14    | VOL   | David Macalister Silva 85' |  |
| 10    | VOL   | Santiago Montoya 75'       |  |
| 19    | DEL   | Roberto Ovelar 83'         |  |
| D. T. | D. T. | Miguel Ángel Russo         |  |

| 21 | MED | Jorman Campuzano | 53' |
| 7  | DEL | Gustavo Torres   | 68' |

| 32 | DEL | Christian Camilo Huérfano | 75' |
| 8  | MED | César Carrillo            | 83' |
| 26 | DEF | Janeiler Rivas            | 85' |

| 21' | Andrés Rentería | 1-0 |

| 34' · 54' | Roberto Ovelar | 1-1 1-2 |

| 66' · 79' · 88' · | Diego Braghieri Alexis Henríquez Jorman Campuzano |

| 37' · 67' · 84' | Andrés Cadavid Juan Guillermo Domínguez Wuilker Faríñez |

| Principal  | Gustavo Murillo |
| Asistentes | John A. León    |
|            | Wilmar Navarro  |
| Cuarto     | Carlos Betancur |

|  |                    |     |     |
|  | Tiros              | 17  | 6   |
|  | Tiros a puerta     | 5   | 2   |
|  | Faltas             | 14  | 22  |
|  | Saques de esquina  | 3   | 2   |
|  | Fueras de juego    | 1   | 2   |
|  | Posesión del balón | 66% | 34% |

| 1     | POR   | Fernando Monetti       |  |
| 13    | DEF   | Helibelton Palacios    |  |
| 26    | DEF   | Carlos Cuesta          |  |
| 12    | DEF   | Alexis Henríquez       |  |
| 4     | DEF   | Diego Braghieri        |  |
| 8     | MED   | Diego Arias 68'        |  |
| 11    | VOL   | Andrés Rentería        |  |
| 16    | VOL   | Vladimir Hernández 53' |  |
| 27    | VOL   | Gonzalo Castellani     |  |
| 20    | VOL   | Jeison Lucumí          |  |
| 17    | DEL   | Dayro Moreno           |  |
| D. T. | D. T. | Jorge Almirón          |  |

| 1     | POR   | Wuilker Faríñez            |  |
| 18    | DEF   | Jair Palacios              |  |
| 24    | DEF   | Matías De Los Santos       |  |
| 5     | DEF   | Andrés Cadavid             |  |
| 23    | DEF   | Felipe Banguero            |  |
| 22    | MED   | Jhon Duque                 |  |
| 20    | MED   | Juan Domínguez             |  |
| 7     | VOL   | Ayron del Valle            |  |
| 14    | VOL   | David Macalister Silva 85' |  |
| 10    | VOL   | Santiago Montoya 75'       |  |
| 19    | DEL   | Roberto Ovelar 83'         |  |
| D. T. | D. T. | Miguel Ángel Russo         |  |

| 21 | MED | Jorman Campuzano | 53' |
| 7  | DEL | Gustavo Torres   | 68' |

| 32 | DEL | Christian Camilo Huérfano | 75' |
| 8  | MED | César Carrillo            | 83' |
| 26 | DEF | Janeiler Rivas            | 85' |

| 21' | Andrés Rentería | 1-0 |

| 34' · 54' | Roberto Ovelar | 1-1 1-2 |

| 66' · 79' · 88' · | Diego Braghieri Alexis Henríquez Jorman Campuzano |

| 37' · 67' · 84' | Andrés Cadavid Juan Guillermo Domínguez Wuilker Faríñez |

| Principal  | Gustavo Murillo |
| Asistentes | John A. León    |
|            | Wilmar Navarro  |
| Cuarto     | Carlos Betancur |

|  |                    |     |     |
|  | Tiros              | 17  | 6   |
|  | Tiros a puerta     | 5   | 2   |
|  | Faltas             | 14  | 22  |
|  | Saques de esquina  | 3   | 2   |
|  | Fueras de juego    | 1   | 2   |
|  | Posesión del balón | 66% | 34% |

|                                 |
| Bandera de Colombia             |
| Campeón Millonarios 1.er título |